# Kravaře (ort i Tjeckien, lat 49,93, long 18,00)
Kravaře är en stad i Tjeckien. Den ligger i den östra delen av landet, 260 km öster om huvudstaden Prag. Kravaře ligger 242 meter över havet och antalet invånare är 6 787.
Terrängen runt Kravaře är platt norrut, men söderut är den kuperad. Runt Kravaře är det ganska tätbefolkat, med 124 invånare per kvadratkilometer. Närmaste större samhälle är Opava, 7,3 km väster om Kravaře. I omgivningarna runt Kravaře växer i huvudsak blandskog.